# Producción continua
La producción continua es un método de producción por flujo utilizado para fabricar, producir o procesar materiales sin ninguna interrupción. La producción continua también se llama proceso continuo o proceso de flujo continuo porque los materiales, ya sea a granel o fluidos al ser procesados, están continuamente en movimiento, experimentan reacciones químicas o están sujetos a un tratamiento mecánico o térmico. La producción continua se contrasta con la producción por lotes o batch. 
En general, continuo significa 24 horas al día, siete días a la semana con paradas de mantenimiento poco frecuentes, como puede ser semestrales o anuales. Algunas plantas químicas pueden operar durante más de uno o dos años sin un cierre. Los altos hornos pueden funcionar de 4 a 10 años sin parar.

## Procesos comunes
Algunos procesos continuos comunes son los siguientes: 
- Refinación de petróleo
- Productos químicos
- Fibras sintéticas
- Fertilizantes
- Pulpa y papel
- Alto horno (hierro)
- Fundición de metales
- Centrales eléctricas
- Procesamiento de gas natural
- Tratamiento de aguas residuales sanitarias.
- Fundición continua de acero.
- Hornos rotatorios para la calcinación de cal o cemento
- Vidrio flotado

Los trabajadores de planta en producción continua comúnmente trabajan en turnos rotativos. 
Los procesos se operan de manera continua por razones prácticas y económicas. La mayoría de estas industrias son muy intensivas en capital y, por tanto, la administración suele estar muy preocupada por la pérdida de tiempo operativo. 
El apagado y la puesta en marcha de muchos procesos continuos dan como resultado un producto de baja calidad que debe ser reprocesado o eliminado. Muchos tanques, recipientes y tuberías no pueden dejarse llenos de materiales debido a reacciones químicas no deseadas, asentamiento de materiales suspendidos, cristalización o endurecimiento de materiales. Además, las temperaturas y las presiones de los ciclos de inicio y apagado de ciertos procesos (hornos en línea, calderas, altos hornos, tanques a presión, etc.) pueden causar fatiga del metal u otro desgaste producto de la presión o de los ciclos térmicos. 
En operaciones más complejas, hay procedimientos secuenciales de apagado y arranque que deben seguirse cuidadosamente para proteger al personal y al equipo. En general, un arranque o apagado toma varias horas. 
Los procesos continuos utilizan el control de procesos para automatizar y controlar variables operativas, como: tasas de flujo, niveles de tanques, presiones, temperaturas y velocidades de las máquinas.

## Procesos semi-continuos
Varios procesos, como líneas de ensamblaje y manufacturación, que se pueden apagar y reiniciar fácilmente, se consideran semicontinuos. Estos pueden ser operados por uno o dos turnos si es necesario. 

## Historia
El proceso de flujo continuo más antiguo es el alto horno de arrabio. El alto horno se carga de manera intermitente con mineral, combustible y flujo y se golpea de forma intermitente para obtener hierro fundido y escoria; sin embargo, la reacción química reducción del hierro y el silicio y luego oxidar el silicio es continua. 
Los procesos semicontinuos, como la fabricación de cigarrillos en máquinas, se denominaron "continuos" cuando estos aparecieron. 
Varios procesos verdaderamente continuos en la actualidad fueron originalmente operaciones por lotes. 
El molino Cromford de 1771, diseñado por Richard Arkwright, fue la primera fábrica en utilizar un proceso continuo desde la materia prima hasta el producto terminado con una serie de operaciones. 
La máquina de papel de Fourdrinier, patentada en 1799, fue uno de los primeros procesos de fabricación continua de la época de la Revolución Industrial. Producía una banda continua de papel que se formaba, prensaba, secaba y enrollaba en un rollo. Anteriormente el papel había sido realizado en hojas individuales. La máquina de papel influyó en otros procesos continuos, como el laminado continuo de hierro y el acero posterior.
Otro de los primeros procesos continuos fue el molino de harina de Oliver Evans (1785), el cual estaba completamente automatizado. 
La producción química temprana y el refino de petróleo se realizaron en lotes hasta que el control del proceso se desarrolló lo suficiente como para permitir el control remoto y la automatización para el procesamiento continuo. Los procesos comenzaron a operar continuamente durante el siglo XIX. A principios del siglo XX los procesos continuos eran comunes.

## Paros
Además de realizar el mantenimiento, las paradas también se producen cuando se realizan modificaciones del proceso. Estas pueden incluir la instalación de nuevos equipos en el flujo del proceso principal o la vinculación o la provisión de subprocesos o equipos vinculados que pueden instalarse mientras el proceso está en funcionamiento. 
Las paradas de procesos complicados pueden llevar semanas o meses de planificación. Normalmente, se llevan a cabo una serie de reuniones para la coordinación y la planificación. Por lo general, estos involucran a los diversos departamentos, como mantenimiento, energía, ingeniería, seguridad y unidades operativas. 
Las paradas de procesos complicados pueden llevar semanas o meses de planificación. Normalmente, se llevan a cabo una serie de reuniones para la coordinación y la planificación. Por lo general, estos involucran a los diversos departamentos, como mantenimiento, energía, ingeniería, seguridad y unidades operativas. 

### Seguridad
Las reuniones de seguridad normalmente se llevan a cabo antes y durante las paradas de producción. Otras medidas de seguridad incluyen proporcionar ventilación adecuada a áreas calientes o áreas donde el oxígeno pueda agotarse o que haya gases tóxicos presentes, y revisar los recipientes y otras áreas cerradas en busca de niveles adecuados de oxígeno y garantizar la ausencia de gases tóxicos o explosivos. Cualquier máquina en la que se vaya a trabajar debe estar desconectada eléctricamente, generalmente a través del arrancador de motor, para que no pueda funcionar. Es una práctica común colocar un candado en el arrancador de motor, que solo puede ser desbloqueado por la persona o las personas que están o están en peligro al realizar el trabajo. Otros medios de desconexión incluyen quitar los acoplamientos entre el motor y el equipo o usar medios mecánicos para evitar que el equipo se mueva. Las válvulas en las tuberías conectadas a los buques en los que entrarán los trabajadores están encadenadas y cerradas con llave, a menos que se tomen otros medios para asegurar que nada pase por las tuberías. 

## Procesador continuo (equipo)
La producción continua se puede complementar utilizando un procesador continuo. Los procesadores continuos están diseñados para mezclar productos viscosos de forma continua utilizando una combinación de acción de mezcla y transporte. Las paletas dentro de la cámara de mezcla (barril) se montan en dos ejes de rotación conjunta que se encargan de mezclar el material. Los barriles y las paletas están contorneados de tal manera que las paletas crean una acción de barrido automático entre sí, lo que minimiza la acumulación de producto, excepto las holguras de funcionamiento normales de las partes móviles. Los barriles también se pueden calentar o enfriar para optimizar el ciclo de mezcla. A diferencia de una extrusora, el área de mezcla de volumen vacío del procesador continuo es consistente en toda la longitud del barril, lo que garantiza una mejor mezcla y poca o ninguna acumulación de presión. El procesador continuo funciona mediante la medición de polvos, gránulos, líquidos, etc. en la cámara de mezcla de la máquina. Varias variables permiten que el Procesador Continuo sea versátil para una amplia variedad de operaciones de mezcla:
1. Temperatura del barril
2. Velocidad del agitador
3. La tasa de alimentación, la precisión de la alimentación
4. Tiempo de retención (función de la velocidad de alimentación y el volumen de producto dentro de la cámara de mezcla)

Los procesadores continuos se utilizan en los siguientes procesos: 
- Componiendo
- Mezclando
- Amasadura
- Cizallamiento
- Cristalizante
- Encapsulando
- Embalaje

El procesador continuo tiene una capacidad ilimitada de mezcla de materiales, pero ha demostrado su capacidad para mezclar: 
- Plásticos
- Adhesivos
- Pigmentos
- Composites
- Caramelo
- Goma
- Pegar
- Tóneres
- Mantequilla de maní
- Productos de desecho